# 真如院 (前田吉徳側室)
真如院（しんにょいん、宝永4年（1707年） - 寛延2年2月15日（1748年3月13日））は、加賀藩5代藩主・前田吉徳の側室。名は貞。父は江戸芝神明宮の神主・鏑木政幸。加賀騒動における浄珠院（6代藩主宗辰生母）毒殺未遂事件の主犯とされた。

## 生涯
江戸の芝神明宮の神職・鏑木政幸の娘、または妹で、同じく前田吉徳の側室心鏡院（次男・重熙の生母）とは姉妹、または叔母と姪の関係といわれている。
前田吉徳の側室となり、享保18年（1733年）総姫を産んだのはじめに、利和（勢之佐）、楊姫、益姫、八十五郎の2男3女を産んだ（うち益姫は夭折）。延享2年（1745年）に吉徳が没したため、落飾し真如院と称した。吉徳の跡はその長男の宗辰が継いだが、在位1年余りで延享3年（1746年）に死去し、続いて次男の重熙が藩主となる。
寛延元年（1748年）、9歳の八十五郎が藩の重臣・村井長堅の養子と決まったため、真如院は6月21日に八十五郎とともに江戸を出発し、7月11日に金沢に到着した。この間の6月26日と7月4日、江戸藩邸（本郷上屋敷）において、浄珠院（6代藩主宗辰生母）を毒殺しようとしたとみられる置毒事件があり、真如院が楊姫付きの中臈浅尾に命じ実行させた疑いがかけられた。7月12日に飛脚が発ち、17日に金沢に到着。それによって、真如院は金谷御殿の縮所に軟禁された。さらに真如院の江戸藩邸の居室から、前年失脚していた吉徳の寵臣・大槻伝蔵の手紙が見付かったとして、大槻との共謀と密通の疑いもかけられた。大槻と対立していた前田土佐守直躬は事件の処分を巡って、真如院と浅尾は死刑、八十五郎は村井家との養子を解消し、江戸の利和は金沢に引っ越させ幽閉、富山藩主前田利幸に嫁いだ娘の総姫は病気と称して離縁させ、秋田藩主佐竹義真と婚約中の楊姫も病気と称して解消させるほかない、との意見を述べている。藩主重熙によって、真如院の処分は死刑ではなく今井屋敷に終身禁固と決められたが、病気もあってそのまま金谷御殿の縮所で寛延2年2月15日に没した。真如院の希望により、長瀬五郎右衛門が首を絞めたのだという。享年43。経王寺に葬られた。なお浅尾は、同年10月14日に江戸から金沢に送られ、21日に殺害された。
江戸藩邸にいた利和は、寛延2年（1749年）4月に幕府へ病気と届けて金沢に移され、上野村の屋敷に幽閉された。宝暦9年（1759年）に25歳で没。八十五郎は、村井長堅との養子を解消され、金谷御殿に幽閉された。後に高畠定賢の宅に移され、宝暦11年（1761年）に21歳で没。娘2人には累が及ばず、総姫は離縁することはなく、楊姫も宝暦2年（1752年）に佐竹義真に嫁いだ。
毒殺未遂事件の動機は、真如院が藩主重熙の養育役も務めていた浄珠院を邪魔に思い、亡き者にしようとしたためであるとされている。だが、真如院は吉徳の側室の中でも寵愛され、所生の子女は5人と最も多く、また当時の藩主重熙の伯母であり、重熙のすぐ下の弟である利和の生母であった。こうしたことから嫉妬を受け、江戸藩邸を出立した後を見計らって陥れられたのではないかともされる。利和に代わって重熙の仮養子となった嘉三郎（重靖）の生母・善良院と、前田直躬が互いの利害の一致から結託して仕組んだものである、という説もある。

## 関連作品
映画
- 武士の献立（2013年12月14日公開、松竹）

テレビドラマ
- 徳川おんな絵巻（1971年　関西テレビ）演：岡田茉莉子（役名はお貞の方）